# Dietmar Schwarz
Dietmar Schwarz (n. 30 iulie 1947, Berlin, Zona de ocupație sovietică) este un canotor ce a reprezentat Republica Democrată Germană, medaliat olimpic. A participat la o ediție a Jocurilor Olimpice (1972) în care a câștigat o medalie de bronz în funcție de cârmaci.

## Participări
Lista de mai jos prezintă principalele competiții la care a participat Dietmar Schwarz de-a lungul carierei.
- rowing at the 1972 Summer Olympics – men's eight[*][3]